# كريس هيكس
كريس هيكس (بالإنجليزية: Chris Hicks)‏ هو ملحن ومنتج أسطوانات أمريكي، ولد في 29 سبتمبر 1970 في ريتشموند في الولايات المتحدة.

## وصلات خارجية
- كريس هيكس على موقع ميوزك برينز (الإنجليزية)
- كريس هيكس على موقع ميوزك برينز (الإنجليزية)
- كريس هيكس على موقع ديسكوغز (الإنجليزية)